# Світ (Словаччина)
Світ (словац. Svit) — місто в окресі Попрад Пряшівського краю Словаччини.

## Географія
Розташоване у південно-західній частині Попрадської угловини в долині річки Попрад, на висоті 763 м над рівнем моря біля підніжжя Високих Татр. Протікають Батізовський потік і Гаґанський потік.

## Клімат
| Кліматограма Світу | Кліматограма Світу | Кліматограма Світу | Кліматограма Світу | Кліматограма Світу | Кліматограма Світу | Кліматограма Світу | Кліматограма Світу | Кліматограма Світу | Кліматограма Світу | Кліматограма Світу | Кліматограма Світу |
| --- | ------------------ | ------------------ | ------------------ | ------------------ | ------------------ | ------------------ | ------------------ | ------------------ | ------------------ | ------------------ | ------------------ |
| С | Л                  | Б                  | К                  | Т                  | Ч                  | Л                  | С                  | В                  | Ж                  | Л                  | Г                  |
| 41 −3 −8 | 45 −1 −8           | 51 3 −5            | 74 10 1            | 101 15 6           | 108 18 9           | 122 19 11          | 98 20 11           | 72 15 7            | 59 10 2            | 53 4 −2            | 44 −1 −7           |
| Середня макс. і мін. температури повітря (°C) Атмосферні опади (мм), за рік : 868 мм. Джерело: Світ «Climate-Data.org» (англ.) |                    |                    |                    |                    |                    |                    |                    |                    |                    |                    |                    |

## Історія
Вперше згадується в 1946 р.

### Церкви
В місті є римо-католицький та протестантський костел.

## Економіка
В місті працює кілька заводів чи фірм, в яких зайнято прибл. 70 % населення :
- Хемосвіт (словац. Chemosvit) — виробництво штучного волокна, фолій, целофану
- Татрасвіт (словац. Tatrasvit) — виробництво білизни та панчохів
- м'ясокомбінат
- пекарня

## Освіта
У місті працюють 2 дитсадки, 2 початкові школи та 1 середня школа.

## Населення
| Рік:            | 1993 | 2003    | 2013    | 2023    |
| --------------- | ---- | ------- | ------- | ------- |
| Кількість осіб: | 7514 | 7473    | 7679    | 7686    |
| Різниця:        |      | -0,54 % | +2,75 % | +0,09 % |

| Рік:            | 2022 | 2023    |
| --------------- | ---- | ------- |
| Кількість осіб: | 7714 | 7686    |
| Різниця:        |      | -0,36 % |

У місті проживає 7 571 осіб.
Національний склад населення (за даними останнього перепису населення — 2001 року):
- словаки — 96,44 %
- цигани  — 1,11 %
- чехи — 0,79 %
- поляки — 0,19 %
- угорці — 0,17 %
- німці — 0,15 %
- русини — 0,13 %
- українці — 0,12 %
- моравани — 0,03 %

Склад населення за приналежністю до релігії станом на 2001 рік:
- римо-католики — 62,53 %,
- протестанти (еванєлики) — 8,62 %,
- греко-католики — 4,00 %,
- православні — 0,19 %,
- гусити — 0,04 %,
- не вважають себе віруючими або не належать до жодної вищезгаданої церкви — 24,03 %